# Ángel de Iturbide y Huarte

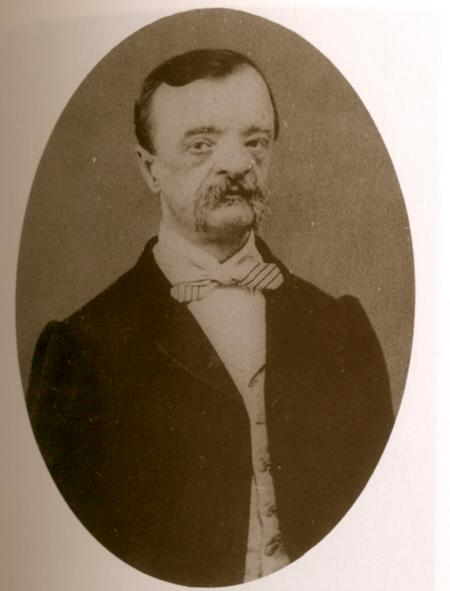
Ángel de Iturbide

Ángel de Iturbide y Huarte (ur. w 1816, zm. w 1872) – książę Meksyku.

## Życie
Ángel był synem obalonego cesarza Meksyku Agustína de Iturbide i jego żony cesarzowej Anna Maria Huarte. Ożenił się z Amerykanką Alicą Green. Matka księcia nigdy nie zaakceptowała wybranki syna. Ángel i Alica mieli syna Agustína de Iturbide y Green, przyszłego następcę tronu Meksyku, którego wziął pod opiekę cesarz Maksymilian I Habsburg. Książę Ángel nie miał zbyt dobrej opinii. Uważano go za czarną owcę rodziny, zyskał przydomek gracza i pijanicy. Złe prowadzenie księcia było przyczyną tego, że brat Ángela, Agustin Jerónimo de Iturbide y Huarte, następca tronu, na swojego spadkobiercę wyznaczył syna swojego brata.